# ФК Аксу
ФК „Аксу“ (на казахски: Ақсу футбол клубы) е футболен клуб от град Павлодар, Павлодарска област, Казахстан. Играе във Висшата лига на Казахстан.

## История
Основан през 2018 година и още същата година е допуснат да се съревновава във Втора лига. През 2020 става победител в група 4 на Втора лига, а през 2021 побеждава и в Първа лига.
Домакинските си мачове играе на стадион „Централен“ с капацитет 11 828 зрители.

## Успехи
- Висша лига на Казахстан
  - 6-о място (1): 2022
- Купа на Казахстан:
  - 1/8 финал (1): 2019
- Първа лига
  -  Победител (1): 2021
- Втора лига
  -  Победител (1): 2020 (група 4)